# Adiantum hosei
Adiantum hosei är en kantbräkenväxtart som beskrevs av Bak. Adiantum hosei ingår i släktet Adiantum och familjen Pteridaceae. Inga underarter finns listade.